# الفقع

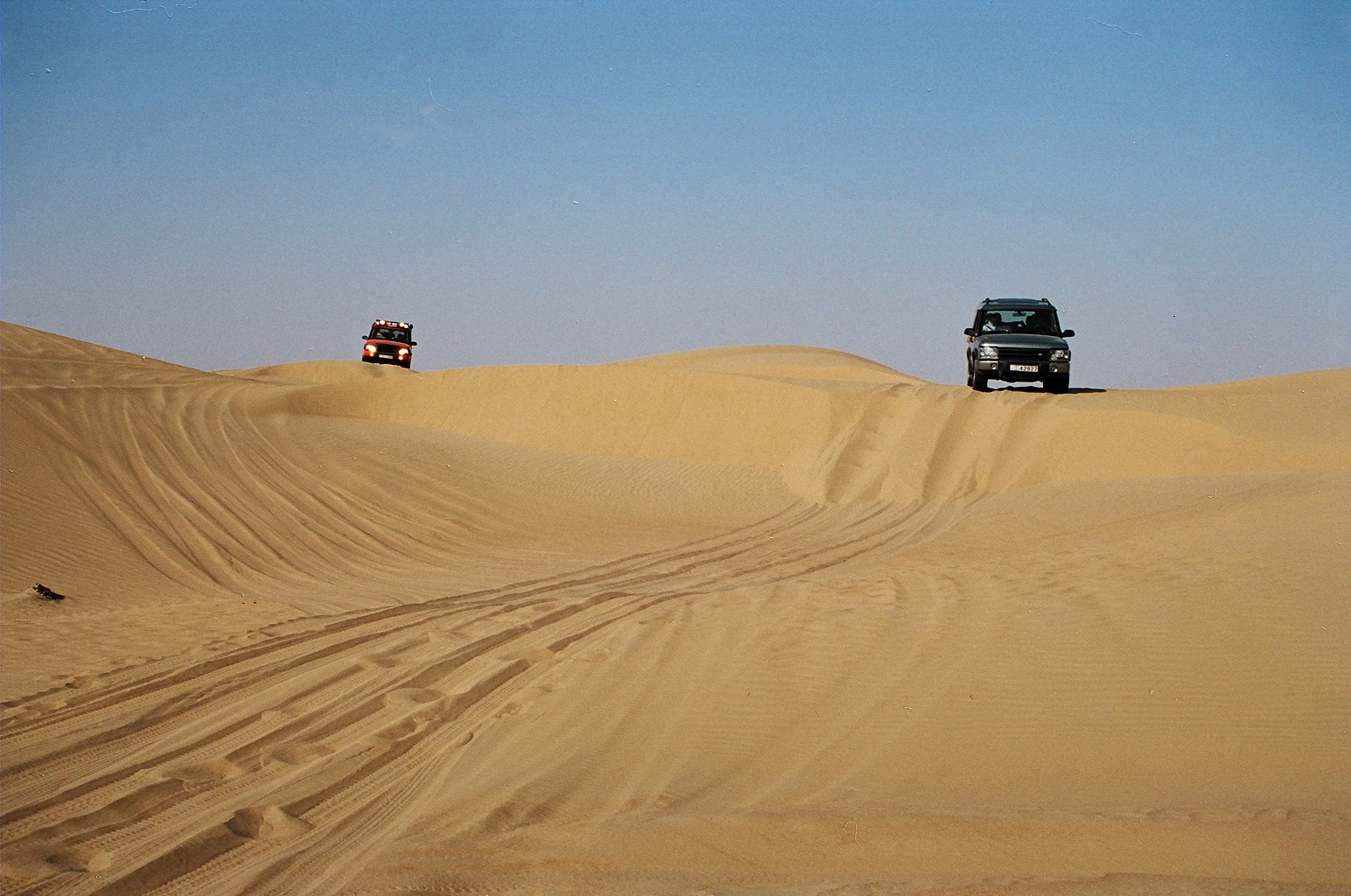

الفقع هي قرية من بين العين ومدينة دبي في الإمارات العربية المتحدة، على طريق طحنون بن محمد آل نهيان (شارع إ66) والحدود بين منطقة العين في إمارة أبوظبي وإمارة دبي.
يوجد بها مركز شرطة دبي. اعتبارًا من عام 2015، يبلغ عدد سكان جانب دبي من القرية 370 نسمة، بينما يبلغ عدد سكان العين 1,921 نسمة، مما يجعل إجمالي عدد السكان حوالي 2,291 نسمة.